# Венцеслав Константинов
Венцеслав Константинов Константинов е български писател, преводач и афорист.

## Биография
Роден е на 14 септември 1940 г. в София в семейството на професора по теория на музиката Константин Константинов (1903 – 1955). Потомък е на просветния деец Стефан Гевгалов, кмет на Пловдив.
Първи уроци по музика получава от баща си. Учи цигулка при проф. Камен Попдимитров и пиано при Елена Лазарова. След смъртта на баща си се издържа сам като пианист в разни естрадни и джазови формации към Концертната дирекция и Бюро „Естрада“,, включително с участието на певиците Йорданка Христова и Лени Вълкова (Белград, бар „Теразие“, 1963). Дава частни уроци по немски, английски и музика. През 1964 г. става съосновател на пантомимния студентски Експериментален театър '64 под ръководството на художника и сценограф проф. Константин Джидров. Наред с това изкарва прехраната си като екскурзовод в курорта Слънчев бряг и преводач в студията за документални филми към Киноцентъра. През театралния сезон 1965 – 1966 г. е стажант-артист в Драматичен театър „Васил Друмев“, Шумен.
Сътрудничи в БНТ с телевизионни приказки. Създава детския филм „Шегите на Април“ по свои стихове и музика, изпълнена от квартета „Фокус“ на Симеон Щерев. Работи в Института за паметници на културата като реставратор на църковни стенописи в Мелник, Арбанаси и Драгалевския манастир, а също като журналист в културния отдел на „Sofioter Nachrichten“, издание на Агенция „София-прес“.
През 1969 г. Венцеслав Константинов завършва германистика и философия в СУ „Климент Охридски“. Назначен е за учител по немски и английски език в Банкя. Прави дисертация на тема влиянието на немския литературен експресионизъм върху българската поезия от периода между световните войни.
Публикува стихове, статии и преводи на художествена литература. Радиотеатърът на БНР представя по Програма „Орфей“ неговата драматична новела „Ангелогласният“ за живота на българския средновековен композитор, музикален теоретик и певец Йоан Кукузел през 1976 г. Изнася лекции върху немската литература и изкуството на художествения превод в София, Русе, Пловдив. През 1980 г. създава и през следващото десетилетие списва авторската рубрика за преводна литература „Кръгозор“ във в-к „Пулс“. След 1987 г. е преподавател по превод на немскоезична поезия в Софийския университет. През 1989 – 1991 г. изнася, заедно с актьора Иван Андонов, по Програма „Знание“ на БНР 2 поредици лекции – „Писатели за писателите“ и „Писатели за изкуството“.
През 1991 – 1992 г. Константинов се установява в Берлин като гост на Берлинската артистична програма на Немската служба за академичен обмен (DAAD). Изнася лекции и участва в научни конференции в университети на Берлин, Лайпциг, Марбург, Виена, Прага, Берн, Цюрих, Лозана и др.
През 1993 – 1994 г. пребивава в Нюйоркския щатски университет в Дженесио. Занимава се с компютърно програмиране.
Венцеслав Константинов живее в София и в родопското село Солища̀, община Смолян. Женен е за американистката проф. Албена Бакрачева от 1989 г. Има 3 дъщери – Катя (1971), Теодора (1990) и Косара (1998).

## Творчество
Венцеслав Константинов е автор на книги с есета и афоризми, на студии, статии и радиопредавания (по програма „Знание“ на БНР) върху немска, австрийска, швейцарска и българска литература. Има публикации върху Ханс Закс, Лесинг, Гьоте, Шилер, Хьолдерлин, Шамисо, Е.Т.А. Хофман, Хайне, Ленау, Шницлер, Рилке, Хайнрих Ман, Томас Ман, Херман Хесе, Стефан Цвайг, Франц Кафка, Лион Фойхтвангер, Готфрид Бен, Бертолт Брехт, Ерих Мария Ремарк, Ерих Кестнер, Йодьон фон Хорват, Елиас Канети, Макс Фриш, Алфред Андерш, Хайнрих Бьол, Волфганг Борхерт, Фридрих Дюренмат, Ингеборг Бахман, Зигфрид Ленц, Гюнтер Грас, Мартин Валзер, Ханс Магнус Енценсбергер, Кристоф Мекел и др.
Негови афоризми са преведени на испански. Преводите му се съдържат в 80 книги.

### Книги

#### Поезия
- „Невидимите сигурни неща“. Стихове Архив на оригинала от 2017-03-12 в Wayback Machine.. Издателско ателие „Аб“, 2013 г., 32 с. (ISBN 978-954-737-903-9); „Литературен клуб“, 2013 г.

#### Проза
- „Подковаване на скакалец“. Роман в спомени Архив на оригинала от 2017-03-12 в Wayback Machine.. „Изток-Запад“, 2017, 318 с. (ISBN 978-619-152-983-4)[16][17]

#### Есеистика
- „Писатели за творчеството“. „Литернет“, 2004 – 2005 (ISBN 954-304-141-5); „ЛИК“, 2007 г., 276 с. (ISBN 978-954-607-739-4)
- „Флейтата на съня“. Литературни етюди Архив на оригинала от 2017-06-29 в Wayback Machine.. „Сиела“, 2010 г., 288 с. (ISBN 978-954-28-0784-1); „Литературен клуб“, 2013 г.
- „Гоблен, извезан с дяволски опашки“. 50 приключения с привидността. Есета Архив на оригинала от 2017-06-29 в Wayback Machine.. „Сиела“, 2011, 148 с. (ISBN 978-954-28-0966-1); „Литературен клуб“, 2013 г.
- „Немски литературни простори“. Есета Архив на оригинала от 2014-05-29 в Wayback Machine.. „Изток-Запад“, 2014 г., 176 с. (ISBN 978-619-152-435-8)
- „От Танхойзер до Шумахер“. Есета Архив на оригинала от 2016-06-25 в Wayback Machine.. „Изток-Запад“, 2016 г., 128 с. (ISBN 978-619-152-777-9)

#### Афоризми
- „Тайният живот на дъжда“. Афоризми Архив на оригинала от 2018-01-05 в Wayback Machine.. „Сиела“, 2012 г., 278 с. (ISBN 978-954-28-1095-7); „Литературен клуб“, 2013 г.
- „Смехът на совата“. Афоризми Архив на оригинала от 2017-06-29 в Wayback Machine.. Издателско ателие „Аб“, 2014 г., 230 с. (ISBN 978-954-737-929-9); „Литературен клуб“, 2016 г.
- „Котката на Сократ“. Афоризми Архив на оригинала от 2018-09-09 в Wayback Machine.. „Колибри“, 2018 г., 196 с. (ISBN 978-619-02-0280-6)

#### Антологии
- „Австрийски разказвачи“. „Народна култура“, 1981 г.
- „До границата на виреене“. 10 немски разказвачи от ХХ век. „БЗНС“, 1983 г.
- „Докосвам тихо пак ръката ти“. Поети от цял свят за майката. „Профиздат“, 1989 г.
- „Светлината на света“. 100 немски поети от XII до XX век. „Литернет“, 2004 – 2008 (ISBN 954-304-087-7)
- „Сън с флейта“. Антология на немския разказ от XX век. „Литернет“, 2006 – 2009 (ISBN 954-304-270-5;978-954-304-270-8)
- „Немски есета и студии от XX век“. „Литернет“, 2009 (ISBN 978-954-304-349-1)
- „Мечтая тъй нежно за теб“. Немска любовна лирика от XII до XX век Архив на оригинала от 2013-02-18 в Wayback Machine.. Електронна публикация, 2008 г.
- „Великите немски поети от ХІІ до ХХ век“. Антология на Венцеслав Константинов Архив на оригинала от 2018-10-31 в Wayback Machine.. „Сиела“, 2012 г., 392 с. (ISBN 978-954-28-1192-3)
- „66 съвременни немски поети“. Антология на Венцеслав Константинов Архив на оригинала от 2018-11-01 в Wayback Machine.. МД „Елиас Канети“, 2018 г., 628 с. (ISBN 978-954-2992-38-7)

### Съставителства
- Бодо Узе, Марш през септември. Избрани разкази. „Профиздат“, 1967 г.
- Ерих Кестнер, Как не станах екзистенциалист? Избрани разкази. „Профиздат“, 1968 г.
- Райнер Мария Рилке, Лирика. „Народна култура“, 1979 г.
- Макс Фриш, Дневници. 2 тома. „Георги Бакалов“, 1979 г.
- Лион Фойхтвангер, Къщата на Зелената улица. Избрани разкази. „Профиздат“, 1981 г.
- Франц Кафка, Преображението. Избрани разкази. „Христо Г. Данов“, 1982 г.
- Мартин Валзер, Бягащият кон. Разкази и повести. „Отечествен фронт“, 1982 г.
- Йодьон фон Хорват, Вечният еснаф. Разкази и романи. „Христо Г. Данов“, 1983 г.
- Бертолт Брехт, Трофеите на Лукул. Избрани разкази. „Профиздат“, 1983 г.
- Бертолт Брехт, Избрани творби: В 4 т.. „Народна култура“, 1983 г.
- Кристоф Мекел, Хотел за лунатици. Избрани стихотворения. „Народна култура“, 1984 г.
- Илзе Айхингер, Огледална история. Разкази и диалози. „Христо Г. Данов“, 1985 г.
- Стефан Цвайг, Европейската мисъл. Избрани есета. „Георги Бакалов“, 1985 г.
- Херман Хесе, Откраднатият куфар. Избрани разкази. „Профиздат“, 1986 г.
- Курт Тухолски, Интервю със себе си. Стихотворения и разкази. „Народна култура“, 1986 г.
- Хайнрих Бьол, Джуджето и куклата. Избрани разкази. „Профиздат“, 1987 г.
- Алфред Андерш, Диана и свирачът на флейта. Избрани разкази. „Народна култура“, 1988 г.
- Томас Ман, Писма. 2 тома. „Георги Бакалов“, 1988 – 1989 г.
- Ерих Кестнер, Действителен романс. Поезия и проза. „Сиела“, 2009 г.
- Франц Кафка, В наказателната колония. Избрани новели и разкази. „Сиела“, 2010 г.
- Хайнрих Бьол, Избрани разкази. „Ентусиаст“, 2012 г.

## Награди
- 1993 г.: Награда за преводаческо изкуство на Федералното министерство за образование и култура, Виена
- 2006 г.: Награда на Съюза на преводачите в България – „за цялостна преводаческа и научна дейност“
- 2013 г.: Награда на София за литература – за антологията „Великите немски поети от ХІІ до ХХ век“[18]

### Преводи
Автор е на над 90 превода.